# Phyllanthus stipulatus
Phyllanthus stipulatus är en emblikaväxtart som först beskrevs av Constantine Samuel Rafinesque, och fick sitt nu gällande namn av Grady Linder Webster. Phyllanthus stipulatus ingår i släktet Phyllanthus och familjen emblikaväxter. Inga underarter finns listade i Catalogue of Life.